# Монолитное строительство

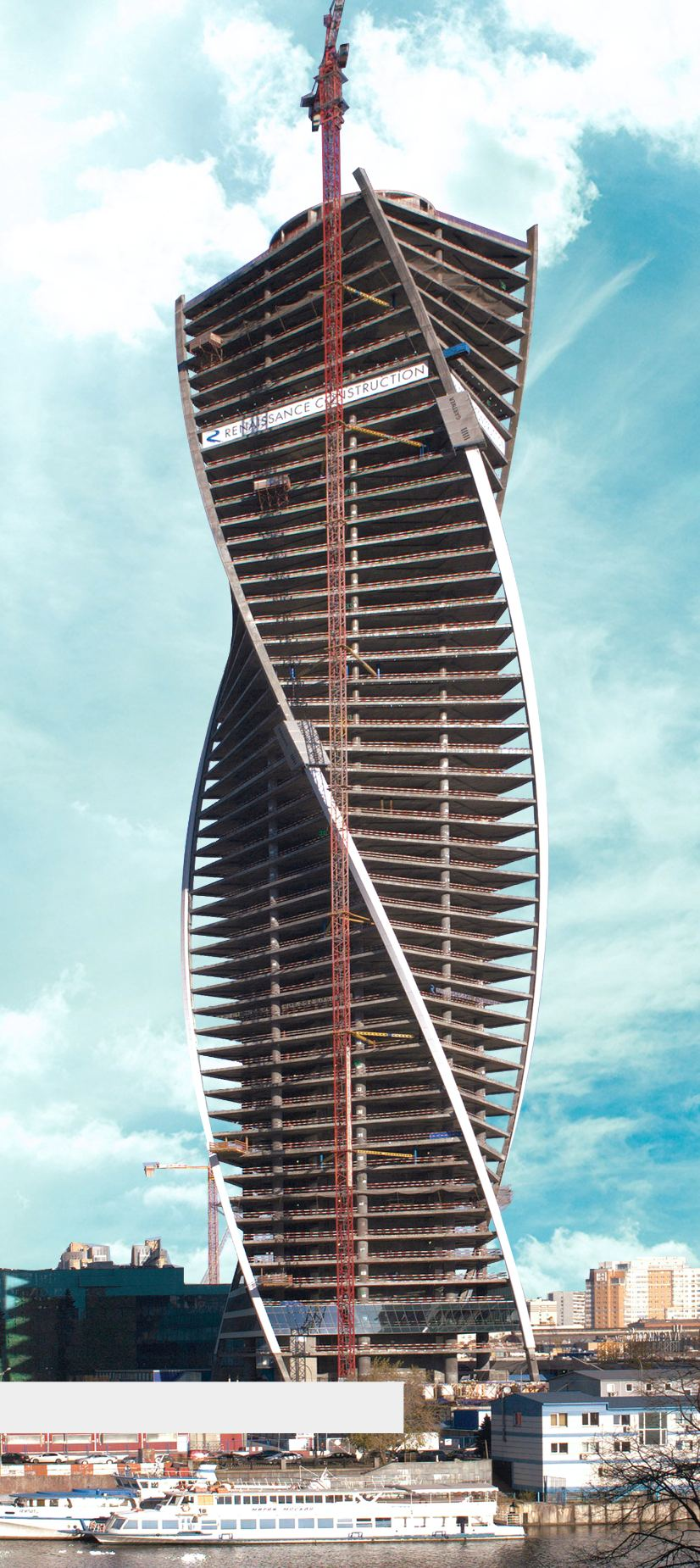
Башня Эволюция в процессе строительства, Москва

Моноли́тное строи́тельство — метод возведения зданий, при котором основным материалом конструкций является монолитный железобетон. Основная особенность монолитного строительства заключается в том, что местом для производства материала монолитных зданий является строительная площадка. Применение монолитного железобетона позволяет реализовывать многообразие архитектурных форм, а также сократить расход стали на 7-20 % и бетона до 12 %. Но при этом возрастают энергозатраты, особенно в зимнее время, и повышаются трудозатраты на строительной площадке.

## История монолитного домостроения в России
Первоначально в России был применён лёгкий бетон и простая деревянная опалубка. В качестве крупного заполнителя использовался кирпичный щебень и каменноугольный шлак (гарь). Из такого бетона в 1890-х годах в Петербурге возведены стены, своды и перекрытия многих жилых, общественных и промышленных зданий.
Тяжёлый же монолитный бетон впервые применён в 1886 году при возведении стен железнодорожной будки на Костромской ветви Московско-Ярославской железной дороги. Её стены имели два ряда вентилируемых вертикальных пустот. Бетонирование велось в деревянных инвентарных щитах, уже применявшихся при строительстве железнодорожных сооружений. Практика возведения наружных стен из тяжёлого бетона с воздушной прослойкой продолжалась и в последующие годы. Так, описание метода возведения стен жилого дома из монолитного трамбованного бетона содержалось в так называемой привилегии, полученной в 1894 году петербургским изобретателем А. Л. Шиллером: его предложение предусматривало два вида деревянных опалубочных форм — разборные внешние, высокие вертикальные рёбра которых наращиваются в процессе бетонирования, и постоянные внутренние, оставляемые в воздушной прослойке.
К началу XX века накопился значительный мировой опыт строительства жилых зданий из монолитного бетона. Знаменитый американский изобретатель Т. А. Эдисон разработал метод возведения домов из монолитного бетона в многократно оборачиваемых опалубках (патент 1908 года). Он применил литой бетон, приготовленный на тонкомолотом цементе собственного производства со введением пластифицирующих добавок. Дальнейшего распространения метод Эдисона не получил, однако литой бетон нашёл применение в самых разных странах, в том числе и у нас при возведении монолитных жилых домов.
В СССР со второй половины 1920-х годов начался новый этап внедрения монолитного бетона в гражданское строительство. Так, в 1926—1929 годах в Харькове был построен знаменитый 14-этажный Дом Государственной промышленности с монолитным железобетонным каркасом, а затем и другие многоэтажные здания. Реализуемые в эти годы технические решения отвечали международному уровню развития технологии, чему способствовали, в частности, нормативные документы, например «Урочные нормы на железобетонные работы».
Созданное в 1925 году Русско-германское акционерное строительное общество Русгерстрой  (позднее преобразованное в трест «Теплобетон») начало применять для монолитных стен пемзошлаковый бетон (одна часть портландцемента и по три части песка с гравием, гранулированного шлака, пемзы и котельного шлака). Для приготовления бетона использовались небольшие бетономешалки системы «Кайзер», сначала импортировавшиеся, затем выпускавшиеся заводом «Свет шахтёра». Одновременно для подъёма бетона стали применять шахтные подъёмники и укрупнённую, несколько раз оборачиваемую опалубку; её собирали из вертикальных щитов, шириной 1 м и высотой на этаж из досок толщиной 25 мм, скреплённых наружными горизонтальными рейками, внутренними временными распорками и проволочными связями. В Москве такая опалубка была внедрена в 1927 году, в Ленинграде — в 1929 году.
Трест «Теплобетон» построил в Москве, Ленинграде, Ростове-на-Дону, Туле, Брянске, Воронеже и в других городах много жилых домов с набивными стенами из пемзошлакобетона. Среди его московских построек — 6-этажный жилой дом на Тишинской площади, дом на Шаболовке, студенческое общежитие на Усачевке. Одним из существенных недостатков такого строительства была многокомпонентность состава бетона, к тому же, входившую в состав бетона пемзу приходилось привозить издалека — с Кавказа. Преодолеть этот недостаток помогли создание в 1920-х — начале 1930-х годов науки о бетоне, развитие научных методов подбора состава и технологии приготовления бетона, методов контроля его качества (работы Н. М. Беляева, Б. Г. Скрамтаева, Ю. А. Штаермана, К. С. Завриева) на специальные исследования по лёгким бетонам (работы Н. А. Попова, Р. М. Михайлова и других).
В Государственном институте сооружений, созданном в 1927 году, были разработаны, трёхкомпонентные (цементно-песчано-шлаковые) бетоны, которые впервые были применены для набивки стен толщиной 50 см в 2-этажных жилых домах Косогорского завода в Подмосковье а затем в 2-З-этажных домах «Металлотреста» Центрального района Москвы. В это время в Ленинграде с использованием щитовой деревянной опалубки строили 4–5-этажные дома с однослойными стенами из шлакобетона марки 35 и марки 50. В Закавказье (Баку, Тбилиси) для возведения монолитных стен, а иногда и перекрытий нашёл применение пемзобетон. Например, в Тбилиси (на Плехановском проспекте) в 1935 году был построен 6-этажный дом с наружными стенами толщиной 35 см из пемзобетона. Работы велись теми же методами, которые применял трест «Теплобетон». Перекрытия в этом доме выполнялись из армированного железобетона марки 50 и в двух направлениях через каждые 5-5,5 м имели рёбра.
Другим недостатком монолитного домостроения того времени было несовершенство деревянной щитовой опалубки. Преодолению его способствовало внедрение скользящей опалубки. Такая опалубка впервые была применена в США, в Филадельфии, в 1903 году. Соперничавшие друг с другом предприятия разработали несколько различных систем опалубки, наиболее известной из них стала система Макдональда. Эту систему использовали прежде всего при строительстве высоких сооружений с круглым планом, а после 1920-х годов — с различной конфигурацией плана.
Метод скользящей опалубки состоит в следующем: по всему периметру стен (после укладки фундаментов) устанавливается опалубочное кольцо высотой 120 см. С помощью гидравлических, механических или пневматических домкратов кольцо постепенно, передвигается (скользит) — вверх со скоростью 15—30 см/ч. С той же скоростью растёт здание. Непрерывно в опалубку укладываются арматура и бетон, и по мере подъёма опалубки из-под неё выходит затвердевший бетон прочностью 3-5 кг/см². Этого вполне достаточно, чтобы он выдержал тяжесть находящихся на опалубке конструкций, подмостей, оборудования и людей. Домкраты установлены на рамах, соединённых со щитами опалубки, так что домкрат как бы ползёт по стальному стержню, заделанному в свежеуложенный бетон, и тянет за собой всю конструкцию опалубки. Выходящий из-под опалубки бетон затирают с подмостей.
Первый в СССР опыт возведения жилого дома в скользящей опалубке относится к 1930 году: московская организация «Заводстрой» выполнила этим методом бетонирование однослойных пемзошлакобетонных стен 7-этажного дома на Большой Колхозной площади. Однако здесь ещё не было необходимых точности передвижения опалубки и качества работ. Созданное в конце 1925 году акционерное общество строительной индустрии (большинство его трестов находилось на Украине) с 1928 года начало использовать скользящую опалубку при строительстве элеваторов, а в начале 1930-х годов её впервые применили в жилищном строительстве в зимних условиях. В Баку однослойные наружные и внутренние стены возводили из неармированного чингильбетона, заполнителем которого служил щебень из местного известняка. Перекрытия выполняли в щитовой деревянной опалубке из армированного чингильбетона. В 1935 году стоимость таких домов снизилась на 12 % по сравнению с аналогичными кирпичными домами.
Однако, используемые в то время домкраты были несовершенны, что увеличивало затраты труда даже по сравнению с кирпичным строительством. Сложным, многодельным было и построечное бетонное хозяйство, а также подъёмные механизмы. Поэтому и предпринимались попытки усовершенствовать щитовую опалубку - увеличить её размеры, применить металл вместо дерева, оптимально увязывать конструктивные решения дома с методами их реализации. В 1931 году в Ленинграде был проведён конкурс на монолитные конструкции тонкостенных жилых домов, на механизированные способы их возведения из литого бетона и в короткие сроки. Однако первые 13 домов высотой в 4—6 этажей с наружными стенами из шлакобетона, построенные в 1931—1935 годах имели недостатки: промерзание стен, усадочные трещины, недостаточная звукоизоляция помещений.
В 1935—1936 годах в Ленинграде, на Кирочной улице 20, был возведён более совершенный 6-этажный дом с применением металлической опалубки высотой на этаж. Несущие внутренние стены выполнялись из армированного тяжёлого бетона толщиной 10 см, в верхней части они имели уширения для опирания балок деревянных перекрытий. Наружные стены, кроме слоя тяжёлого бетона толщиной 10 см, имели утепляющий слой из пемзошлакобетона (26 см) и облицовочные плиты (4 см). На строительстве этого дома трудозатраты были уменьшены на 19 %, а стоимость — на 12 % по сравнению с аналогичными кирпичными домами. В летнее время этаж возводили за шесть дней с доведением бетона до 70 % полной готовности.

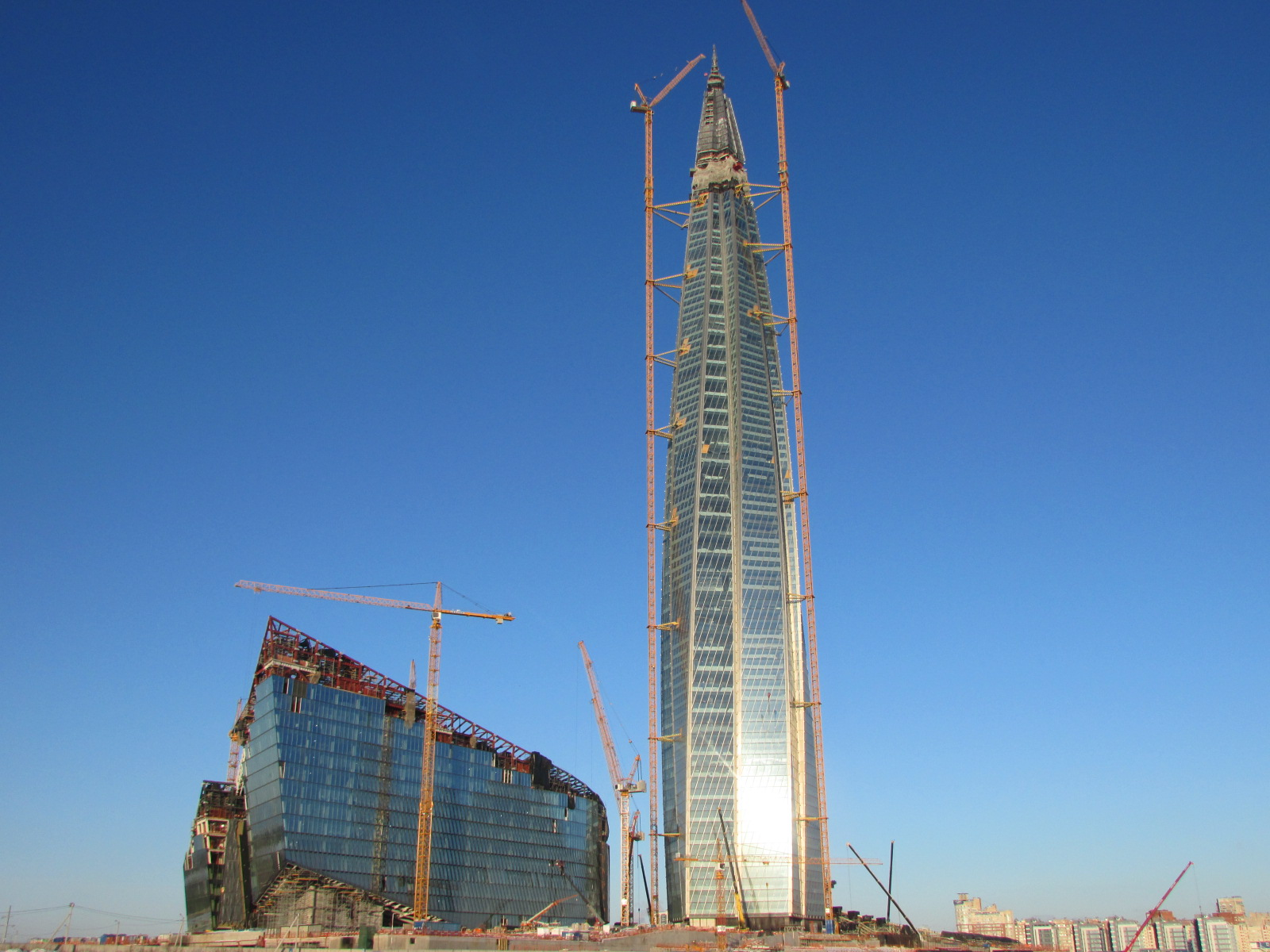
Строительство общественно-делового комплекса Лахта-центр, Санкт-Петербург

Основываясь на этом опыте, состоявшееся в 1936 году Всесоюзное совещание по крупноблочному и монолитному строительству квалифицировало возведение домов из литого бетона как полноценный индустриальный метод строительства. Начавшаяся война остановила его развитие. В послевоенное восстановление страны возникла острая необходимость строить много, быстро и недорого. Эти потребности смогли удовлетворить технологии крупнопанельного и объёмно-блочного строительства. Благодаря им сняли острейшую жилищную проблему и перешли от коммунального заселения квартир к посемейному, однако это привело к серости и однообразию новых городов и районов. В конце XX века начинается попытка повторного внедрения монолитного строительства с целью повышения архитектурной выразительности массовой типовой застройки. Метод монолитного строительства прежде всего использовали при возведении многоэтажных здании, служащих в застройке композиционными акцентами.
Накопленный опыт монолитного домостроения выявил неоспоримые технико-экономические преимущества этого метода, вследствие чего за первое десятилетие XXI века монолитное строительство практически вытеснило с рынка кирпичное, крупноблочное и даже крупнопанельное. На сегодняшний день индустрия монолитного домостроения имеет развитую техническую базу и разнообразие опалубочных систем.

## Основные процессы
Процесс монолитного строительства состоит из связанных технологически последовательных процессов:
- монтаж арматуры;
- монтаж опалубки и лесов;
- укладка и уплотнение бетонной смеси;
- уход за бетоном летом и прогрев его зимой;
- демонтаж опалубки.

Последовательность некоторых процессов может меняться в зависимости от вида конструкции.

### Устройство арматурного каркаса
Как известно, бетон воспринимает растягивающие нагрузки в 15-20 раз хуже, чем нагрузки на сжатие. С целью компенсировать слабую работу бетона на растяжение в его структуру включаются стальные стержни — арматура.
Из арматурных стержней, различных диаметров, при помощи сварки или специальной отожжённой стальной проволоки «вяжутся» арматурные каркасы будущей конструкции.

### Монтаж опалубки
Для придания и поддержания формы конструкций, до набора ими необходимой прочности,  применяется опалубка. Опалубка для стен и колонн производится из стальных или алюминиевых профилей обшитых ламинированной фанерой. Опалубка перекрытий представлена, как правило, вертикальными телескопическими стойками (Домкратами), на которые укладываются специальные деревянные балки, а на балки, в свою очередь, укладывается ламинированная фанера.
Поверхность опалубки, находящаяся в непосредственном контакте с бетоном, перед бетонированием обрабатывается техническим маслом (эмульсолом), в основе которого содержатся минеральные масла и поверхностно-активные вещества. Это необходимо для того, чтобы повысить качество поверхности конструкций и увеличить количество циклов оборачиваемости опалубки.
Монтаж опалубки может вестись как вручную, так и механизированным способом.

### Укладка и уплотнение бетонной смеси
Укладка бетонной смеси производится в предварительно установленную опалубку. Для того, чтобы исключить возможность возникновения пустот внутри будущей конструкции в процессе укладки бетонная смесь уплотняется глубинными вибраторами. Булава вибратора погружается в бетонную смесь до тех пор, пока не прекратится выделение пузырей на поверхности смеси.

### Уход за бетоном
Уход за бетоном включает в себя комплекс мер по предотвращению преждевременного высыхания бетонной смеси в летнее время и промерзания свежеуложенной бетонной смеси в зимнее время года, а также защиту свежеуложенного бетона от чрезмерных осадков.

## Достоинства и недостатки
Главное преимущество монолитных зданий над всеми остальными - это отсутствие швов между различными конструкциями здания. Грубо говоря, монолитное здание представляет собой цельную железобетонную «глыбу», что обеспечивает высокую жёсткость каркаса и возможность создавать высотные здания. Кроме того, монолитная конструкция обладает высокой сейсмостойкостью, так как высокая жёсткость каркаса сводит к минимуму склонность к трещинообразованию. В монолитных зданиях существует возможность перепланировки помещений в период эксплуатации без риска повреждения несущих конструкций, а также высокое качество поверхностей стен и потолков, снижающее объёмы отделочных работ. Также значительный плюс — меньшая по отношению к кирпичным зданиям (на 15—20 %) масса.
Из недостатков можно отметить этот метод строительства весьма затратный и трудоёмкий, требует дорогое оборудование, большое число рабочих и инженеров высокой квалификации. Монолитная стена имеет высокую теплопроводность и поэтому требует утепления. Также стенам характерно отсутствие паропроницаемости, то есть стены «не дышат» и это обязательно нужно компенсировать принудительной вентиляцией.